# Unicodeblock Lanna
Der Unicodeblock Lanna (engl. Tai Tham, U+1A20 bis U+1AAF) kodiert die Lanna-Schrift, die zum Schreiben der Lanna-Sprache und verwandter Sprachen verwendet wird.

## Liste
| Unicodenummer | Zeichen (400 %) | Kategorie                               | Bidirektionale Klasse       | Offizielle Bezeichnung                       | Beschreibung                                         |
| ------------- | --------------- | --------------------------------------- | --------------------------- | -------------------------------------------- | ---------------------------------------------------- |
| U+1A20 (6688) | ᨠ               | anderer Buchstabe, Silbe oder Ideogramm | links nach rechts           | TAI THAM LETTER HIGH KA                      | Lanna-Buchstabe hohes Ka                             |
| U+1A21 (6689) | ᨡ               | anderer Buchstabe, Silbe oder Ideogramm | links nach rechts           | TAI THAM LETTER HIGH KHA                     | Lanna-Buchstabe hohes Kha                            |
| U+1A22 (6690) | ᨢ               | anderer Buchstabe, Silbe oder Ideogramm | links nach rechts           | TAI THAM LETTER HIGH KXA                     | Lanna-Buchstabe hohes Kxa                            |
| U+1A23 (6691) | ᨣ               | anderer Buchstabe, Silbe oder Ideogramm | links nach rechts           | TAI THAM LETTER LOW KA                       | Lanna-Buchstabe tiefes Ka                            |
| U+1A24 (6692) | ᨤ               | anderer Buchstabe, Silbe oder Ideogramm | links nach rechts           | TAI THAM LETTER LOW KXA                      | Lanna-Buchstabe tiefes Kxa                           |
| U+1A25 (6693) | ᨥ               | anderer Buchstabe, Silbe oder Ideogramm | links nach rechts           | TAI THAM LETTER LOW KHA                      | Lanna-Buchstabe tiefes Kha                           |
| U+1A26 (6694) | ᨦ               | anderer Buchstabe, Silbe oder Ideogramm | links nach rechts           | TAI THAM LETTER NGA                          | Lanna-Buchstabe Nga                                  |
| U+1A27 (6695) | ᨧ               | anderer Buchstabe, Silbe oder Ideogramm | links nach rechts           | TAI THAM LETTER HIGH CA                      | Lanna-Buchstabe hohes Ca                             |
| U+1A28 (6696) | ᨨ               | anderer Buchstabe, Silbe oder Ideogramm | links nach rechts           | TAI THAM LETTER HIGH CHA                     | Lanna-Buchstabe hohes Cha                            |
| U+1A29 (6697) | ᨩ               | anderer Buchstabe, Silbe oder Ideogramm | links nach rechts           | TAI THAM LETTER LOW CA                       | Lanna-Buchstabe tiefes Ca                            |
| U+1A2A (6698) | ᨪ               | anderer Buchstabe, Silbe oder Ideogramm | links nach rechts           | TAI THAM LETTER LOW SA                       | Lanna-Buchstabe tiefes Sa                            |
| U+1A2B (6699) | ᨫ               | anderer Buchstabe, Silbe oder Ideogramm | links nach rechts           | TAI THAM LETTER LOW CHA                      | Lanna-Buchstabe tiefes Cha                           |
| U+1A2C (6700) | ᨬ               | anderer Buchstabe, Silbe oder Ideogramm | links nach rechts           | TAI THAM LETTER NYA                          | Lanna-Buchstabe Nya                                  |
| U+1A2D (6701) | ᨭ               | anderer Buchstabe, Silbe oder Ideogramm | links nach rechts           | TAI THAM LETTER RATA                         | Lanna-Buchstabe Rata                                 |
| U+1A2E (6702) | ᨮ               | anderer Buchstabe, Silbe oder Ideogramm | links nach rechts           | TAI THAM LETTER HIGH RATHA                   | Lanna-Buchstabe hohes Ratha                          |
| U+1A2F (6703) | ᨯ               | anderer Buchstabe, Silbe oder Ideogramm | links nach rechts           | TAI THAM LETTER DA                           | Lanna-Buchstabe Da                                   |
| U+1A30 (6704) | ᨰ               | anderer Buchstabe, Silbe oder Ideogramm | links nach rechts           | TAI THAM LETTER LOW RATHA                    | Lanna-Buchstabe tiefes Ratha                         |
| U+1A31 (6705) | ᨱ               | anderer Buchstabe, Silbe oder Ideogramm | links nach rechts           | TAI THAM LETTER RANA                         | Lanna-Buchstabe Rana                                 |
| U+1A32 (6706) | ᨲ               | anderer Buchstabe, Silbe oder Ideogramm | links nach rechts           | TAI THAM LETTER HIGH TA                      | Lanna-Buchstabe hohes Ta                             |
| U+1A33 (6707) | ᨳ               | anderer Buchstabe, Silbe oder Ideogramm | links nach rechts           | TAI THAM LETTER HIGH THA                     | Lanna-Buchstabe hohes Tha                            |
| U+1A34 (6708) | ᨴ               | anderer Buchstabe, Silbe oder Ideogramm | links nach rechts           | TAI THAM LETTER LOW TA                       | Lanna-Buchstabe tiefes Ta                            |
| U+1A35 (6709) | ᨵ               | anderer Buchstabe, Silbe oder Ideogramm | links nach rechts           | TAI THAM LETTER LOW THA                      | Lanna-Buchstabe tiefes Tha                           |
| U+1A36 (6710) | ᨶ               | anderer Buchstabe, Silbe oder Ideogramm | links nach rechts           | TAI THAM LETTER NA                           | Lanna-Buchstabe Na                                   |
| U+1A37 (6711) | ᨷ               | anderer Buchstabe, Silbe oder Ideogramm | links nach rechts           | TAI THAM LETTER BA                           | Lanna-Buchstabe Ba                                   |
| U+1A38 (6712) | ᨸ               | anderer Buchstabe, Silbe oder Ideogramm | links nach rechts           | TAI THAM LETTER HIGH PA                      | Lanna-Buchstabe hohes Pa                             |
| U+1A39 (6713) | ᨹ               | anderer Buchstabe, Silbe oder Ideogramm | links nach rechts           | TAI THAM LETTER HIGH PHA                     | Lanna-Buchstabe hohes Pha                            |
| U+1A3A (6714) | ᨺ               | anderer Buchstabe, Silbe oder Ideogramm | links nach rechts           | TAI THAM LETTER HIGH FA                      | Lanna-Buchstabe hohes Fa                             |
| U+1A3B (6715) | ᨻ               | anderer Buchstabe, Silbe oder Ideogramm | links nach rechts           | TAI THAM LETTER LOW PA                       | Lanna-Buchstabe tiefes Pa                            |
| U+1A3C (6716) | ᨼ               | anderer Buchstabe, Silbe oder Ideogramm | links nach rechts           | TAI THAM LETTER LOW FA                       | Lanna-Buchstabe tiefes Fa                            |
| U+1A3D (6717) | ᨽ               | anderer Buchstabe, Silbe oder Ideogramm | links nach rechts           | TAI THAM LETTER LOW PHA                      | Lanna-Buchstabe tiefes Pha                           |
| U+1A3E (6718) | ᨾ               | anderer Buchstabe, Silbe oder Ideogramm | links nach rechts           | TAI THAM LETTER MA                           | Lanna-Buchstabe Ma                                   |
| U+1A3F (6719) | ᨿ               | anderer Buchstabe, Silbe oder Ideogramm | links nach rechts           | TAI THAM LETTER LOW YA                       | Lanna-Buchstabe tiefes Ya                            |
| U+1A40 (6720) | ᩀ               | anderer Buchstabe, Silbe oder Ideogramm | links nach rechts           | TAI THAM LETTER HIGH YA                      | Lanna-Buchstabe hohes Ya                             |
| U+1A41 (6721) | ᩁ               | anderer Buchstabe, Silbe oder Ideogramm | links nach rechts           | TAI THAM LETTER RA                           | Lanna-Buchstabe Ra                                   |
| U+1A42 (6722) | ᩂ               | anderer Buchstabe, Silbe oder Ideogramm | links nach rechts           | TAI THAM LETTER RUE                          | Lanna-Buchstabe Rue                                  |
| U+1A43 (6723) | ᩃ               | anderer Buchstabe, Silbe oder Ideogramm | links nach rechts           | TAI THAM LETTER LA                           | Lanna-Buchstabe La                                   |
| U+1A44 (6724) | ᩄ               | anderer Buchstabe, Silbe oder Ideogramm | links nach rechts           | TAI THAM LETTER LUE                          | Lanna-Buchstabe Lue                                  |
| U+1A45 (6725) | ᩅ               | anderer Buchstabe, Silbe oder Ideogramm | links nach rechts           | TAI THAM LETTER WA                           | Lanna-Buchstabe Wa                                   |
| U+1A46 (6726) | ᩆ               | anderer Buchstabe, Silbe oder Ideogramm | links nach rechts           | TAI THAM LETTER HIGH SHA                     | Lanna-Buchstabe hohes Sha                            |
| U+1A47 (6727) | ᩇ               | anderer Buchstabe, Silbe oder Ideogramm | links nach rechts           | TAI THAM LETTER HIGH SSA                     | Lanna-Buchstabe hohes Ssa                            |
| U+1A48 (6728) | ᩈ               | anderer Buchstabe, Silbe oder Ideogramm | links nach rechts           | TAI THAM LETTER HIGH SA                      | Lanna-Buchstabe hohes Sa                             |
| U+1A49 (6729) | ᩉ               | anderer Buchstabe, Silbe oder Ideogramm | links nach rechts           | TAI THAM LETTER HIGH HA                      | Lanna-Buchstabe hohes Ha                             |
| U+1A4A (6730) | ᩊ               | anderer Buchstabe, Silbe oder Ideogramm | links nach rechts           | TAI THAM LETTER LLA                          | Lanna-Buchstabe Lla                                  |
| U+1A4B (6731) | ᩋ               | anderer Buchstabe, Silbe oder Ideogramm | links nach rechts           | TAI THAM LETTER A                            | Lanna-Buchstabe A                                    |
| U+1A4C (6732) | ᩌ               | anderer Buchstabe, Silbe oder Ideogramm | links nach rechts           | TAI THAM LETTER LOW HA                       | Lanna-Buchstabe tiefes Ha                            |
| U+1A4D (6733) | ᩍ               | anderer Buchstabe, Silbe oder Ideogramm | links nach rechts           | TAI THAM LETTER I                            | Lanna-Buchstabe I                                    |
| U+1A4E (6734) | ᩎ               | anderer Buchstabe, Silbe oder Ideogramm | links nach rechts           | TAI THAM LETTER II                           | Lanna-Buchstabe Ii                                   |
| U+1A4F (6735) | ᩏ               | anderer Buchstabe, Silbe oder Ideogramm | links nach rechts           | TAI THAM LETTER U                            | Lanna-Buchstabe U                                    |
| U+1A50 (6736) | ᩐ               | anderer Buchstabe, Silbe oder Ideogramm | links nach rechts           | TAI THAM LETTER UU                           | Lanna-Buchstabe Uu                                   |
| U+1A51 (6737) | ᩑ               | anderer Buchstabe, Silbe oder Ideogramm | links nach rechts           | TAI THAM LETTER EE                           | Lanna-Buchstabe Ee                                   |
| U+1A52 (6738) | ᩒ               | anderer Buchstabe, Silbe oder Ideogramm | links nach rechts           | TAI THAM LETTER OO                           | Lanna-Buchstabe Oo                                   |
| U+1A53 (6739) | ᩓ               | anderer Buchstabe, Silbe oder Ideogramm | links nach rechts           | TAI THAM LETTER LAE                          | Lanna-Buchstabe Lae                                  |
| U+1A54 (6740) | ᩔ               | anderer Buchstabe, Silbe oder Ideogramm | links nach rechts           | TAI THAM LETTER GREAT SA                     | Lanna-Buchstabe großes Sa                            |
| U+1A55 (6741) | ᩕ                | Markierung mit Extrabreite              | links nach rechts           | TAI THAM CONSONANT SIGN MEDIAL RA            | Lanna-Konsonantzeichen mediales Ra                   |
| U+1A56 (6742) | ᩖ                | Markierung ohne Extrabreite             | Markierung ohne Extrabreite | TAI THAM CONSONANT SIGN MEDIAL LA            | Lanna-Konsonantzeichen mediales La                   |
| U+1A57 (6743) | ᩗ                | Markierung mit Extrabreite              | links nach rechts           | TAI THAM CONSONANT SIGN LA TANG LAI          | Lanna-Konsonantzeichen La tang lai                   |
| U+1A58 (6744) | ᩘ                | Markierung ohne Extrabreite             | Markierung ohne Extrabreite | TAI THAM SIGN MAI KANG LAI                   | Lanna-Zeichen Mai kang lai                           |
| U+1A59 (6745) | ᩙ                | Markierung ohne Extrabreite             | Markierung ohne Extrabreite | TAI THAM CONSONANT SIGN FINAL NGA            | Lanna-Konsonantzeichen Schluss-Nga                   |
| U+1A5A (6746) | ᩚ                | Markierung ohne Extrabreite             | Markierung ohne Extrabreite | TAI THAM CONSONANT SIGN LOW PA               | Lanna-Konsonantzeichen tiefes Pa                     |
| U+1A5B (6747) | ᩛ                | Markierung ohne Extrabreite             | Markierung ohne Extrabreite | TAI THAM CONSONANT SIGN HIGH RATHA OR LOW PA | Lanna-Konsonantzeichen hohes Ratha/tiefes Pa         |
| U+1A5C (6748) | ᩜ                | Markierung ohne Extrabreite             | Markierung ohne Extrabreite | TAI THAM CONSONANT SIGN MA                   | Lanna-Konsonantzeichen Ma                            |
| U+1A5D (6749) | ᩝ                | Markierung ohne Extrabreite             | Markierung ohne Extrabreite | TAI THAM CONSONANT SIGN BA                   | Lanna-Konsonantzeichen Ba                            |
| U+1A5E (6750) | ᩞ                | Markierung ohne Extrabreite             | Markierung ohne Extrabreite | TAI THAM CONSONANT SIGN SA                   | Lanna-Konsonantzeichen Sa                            |
| U+1A60 (6752) | ᩠                | Markierung ohne Extrabreite             | Markierung ohne Extrabreite | TAI THAM SIGN SAKOT                          | Lanna-Zeichen Sakot                                  |
| U+1A61 (6753) | ᩡ                | Markierung mit Extrabreite              | links nach rechts           | TAI THAM VOWEL SIGN A                        | Lanna-Vokalzeichen A                                 |
| U+1A62 (6754) | ᩢ                | Markierung ohne Extrabreite             | Markierung ohne Extrabreite | TAI THAM VOWEL SIGN MAI SAT                  | Lanna-Vokalzeichen Mai sat                           |
| U+1A63 (6755) | ᩣ                | Markierung mit Extrabreite              | links nach rechts           | TAI THAM VOWEL SIGN AA                       | Lanna-Vokalzeichen Aa                                |
| U+1A64 (6756) | ᩤ                | Markierung mit Extrabreite              | links nach rechts           | TAI THAM VOWEL SIGN TALL AA                  | Lanna-Vokalzeichen langes Aa                         |
| U+1A65 (6757) | ᩥ                | Markierung ohne Extrabreite             | Markierung ohne Extrabreite | TAI THAM VOWEL SIGN I                        | Lanna-Vokalzeichen I                                 |
| U+1A66 (6758) | ᩦ                | Markierung ohne Extrabreite             | Markierung ohne Extrabreite | TAI THAM VOWEL SIGN II                       | Lanna-Vokalzeichen Ii                                |
| U+1A67 (6759) | ᩧ                | Markierung ohne Extrabreite             | Markierung ohne Extrabreite | TAI THAM VOWEL SIGN UE                       | Lanna-Vokalzeichen Ue                                |
| U+1A68 (6760) | ᩨ                | Markierung ohne Extrabreite             | Markierung ohne Extrabreite | TAI THAM VOWEL SIGN UUE                      | Lanna-Vokalzeichen Uue                               |
| U+1A69 (6761) | ᩩ                | Markierung ohne Extrabreite             | Markierung ohne Extrabreite | TAI THAM VOWEL SIGN U                        | Lanna-Vokalzeichen U                                 |
| U+1A6A (6762) | ᩪ                | Markierung ohne Extrabreite             | Markierung ohne Extrabreite | TAI THAM VOWEL SIGN UU                       | Lanna-Vokalzeichen Uu                                |
| U+1A6B (6763) | ᩫ                | Markierung ohne Extrabreite             | Markierung ohne Extrabreite | TAI THAM VOWEL SIGN O                        | Lanna-Vokalzeichen O                                 |
| U+1A6C (6764) | ᩬ                | Markierung ohne Extrabreite             | Markierung ohne Extrabreite | TAI THAM VOWEL SIGN OA BELOW                 | Lanna-Vokalzeichen Oa unten                          |
| U+1A6D (6765) | ᩭ                | Markierung mit Extrabreite              | links nach rechts           | TAI THAM VOWEL SIGN OY                       | Lanna-Vokalzeichen Oy                                |
| U+1A6E (6766) | ᩮ                | Markierung mit Extrabreite              | links nach rechts           | TAI THAM VOWEL SIGN E                        | Lanna-Vokalzeichen E                                 |
| U+1A6F (6767) | ᩯ                | Markierung mit Extrabreite              | links nach rechts           | TAI THAM VOWEL SIGN AE                       | Lanna-Vokalzeichen Ä                                 |
| U+1A70 (6768) | ᩰ                | Markierung mit Extrabreite              | links nach rechts           | TAI THAM VOWEL SIGN OO                       | Lanna-Vokalzeichen Oo                                |
| U+1A71 (6769) | ᩱ                | Markierung mit Extrabreite              | links nach rechts           | TAI THAM VOWEL SIGN AI                       | Lanna-Vokalzeichen Ai                                |
| U+1A72 (6770) | ᩲ                | Markierung mit Extrabreite              | links nach rechts           | TAI THAM VOWEL SIGN THAM AI                  | Lanna-Vokalzeichen Lanna-Ai                          |
| U+1A73 (6771) | ᩳ                | Markierung ohne Extrabreite             | Markierung ohne Extrabreite | TAI THAM VOWEL SIGN OA ABOVE                 | Lanna-Vokalzeichen Oa oben                           |
| U+1A74 (6772) | ᩴ                | Markierung ohne Extrabreite             | Markierung ohne Extrabreite | TAI THAM SIGN MAI KANG                       | Lanna-Zeichen Mai Kang                               |
| U+1A75 (6773) | ᩵                | Markierung ohne Extrabreite             | Markierung ohne Extrabreite | TAI THAM SIGN TONE-1                         | Lanna-Tonzeichen 1                                   |
| U+1A76 (6774) | ᩶                | Markierung ohne Extrabreite             | Markierung ohne Extrabreite | TAI THAM SIGN TONE-2                         | Lanna-Tonzeichen 2                                   |
| U+1A77 (6775) | ᩷                | Markierung ohne Extrabreite             | Markierung ohne Extrabreite | TAI THAM SIGN KHUEN TONE-3                   | Lanna-Tonzeichen 3 (Khün)                            |
| U+1A78 (6776) | ᩸                | Markierung ohne Extrabreite             | Markierung ohne Extrabreite | TAI THAM SIGN KHUEN TONE-4                   | Lanna-Tonzeichen 4 (Khün)                            |
| U+1A79 (6777) | ᩹                | Markierung ohne Extrabreite             | Markierung ohne Extrabreite | TAI THAM SIGN KHUEN TONE-5                   | Lanna-Tonzeichen 5 (Khün)                            |
| U+1A7A (6778) | ᩺                | Markierung ohne Extrabreite             | Markierung ohne Extrabreite | TAI THAM SIGN RA HAAM                        | Lanna-Zeichen Ra haam                                |
| U+1A7B (6779) | ᩻                | Markierung ohne Extrabreite             | Markierung ohne Extrabreite | TAI THAM SIGN MAI SAM                        | Lanna-Zeichen Mai sam                                |
| U+1A7C (6780) | ᩼                | Markierung ohne Extrabreite             | Markierung ohne Extrabreite | TAI THAM SIGN KHUEN-LUE KARAN                | Lanna-Zeichen Khün/Lü-Karan                          |
| U+1A7F (6783) | ᩿                | Markierung ohne Extrabreite             | Markierung ohne Extrabreite | TAI THAM COMBINING CRYPTOGRAMMIC DOT         | Lanna-Zeichen kombinierender kryptographischer Punkt |
| U+1A80 (6784) | ᪀               | Dezimalziffer                           | links nach rechts           | TAI THAM HORA DIGIT ZERO                     | Lanna-Ziffer Null (säkular)                          |
| U+1A81 (6785) | ᪁               | Dezimalziffer                           | links nach rechts           | TAI THAM HORA DIGIT ONE                      | Lanna-Ziffer Eins (säkular)                          |
| U+1A82 (6786) | ᪂               | Dezimalziffer                           | links nach rechts           | TAI THAM HORA DIGIT TWO                      | Lanna-Ziffer Zwei (säkular)                          |
| U+1A83 (6787) | ᪃               | Dezimalziffer                           | links nach rechts           | TAI THAM HORA DIGIT THREE                    | Lanna-Ziffer Drei (säkular)                          |
| U+1A84 (6788) | ᪄               | Dezimalziffer                           | links nach rechts           | TAI THAM HORA DIGIT FOUR                     | Lanna-Ziffer Vier (säkular)                          |
| U+1A85 (6789) | ᪅               | Dezimalziffer                           | links nach rechts           | TAI THAM HORA DIGIT FIVE                     | Lanna-Ziffer Fünf (säkular)                          |
| U+1A86 (6790) | ᪆               | Dezimalziffer                           | links nach rechts           | TAI THAM HORA DIGIT SIX                      | Lanna-Ziffer Sechs (säkular)                         |
| U+1A87 (6791) | ᪇               | Dezimalziffer                           | links nach rechts           | TAI THAM HORA DIGIT SEVEN                    | Lanna-Ziffer Sieben (säkular)                        |
| U+1A88 (6792) | ᪈               | Dezimalziffer                           | links nach rechts           | TAI THAM HORA DIGIT EIGHT                    | Lanna-Ziffer Acht (säkular)                          |
| U+1A89 (6793) | ᪉               | Dezimalziffer                           | links nach rechts           | TAI THAM HORA DIGIT NINE                     | Lanna-Ziffer Neun (säkular)                          |
| U+1A90 (6800) | ᪐               | Dezimalziffer                           | links nach rechts           | TAI THAM THAM DIGIT ZERO                     | Lanna-Ziffer Null (sakral)                           |
| U+1A91 (6801) | ᪑               | Dezimalziffer                           | links nach rechts           | TAI THAM THAM DIGIT ONE                      | Lanna-Ziffer Eins (sakral)                           |
| U+1A92 (6802) | ᪒               | Dezimalziffer                           | links nach rechts           | TAI THAM THAM DIGIT TWO                      | Lanna-Ziffer Zwei (sakral)                           |
| U+1A93 (6803) | ᪓               | Dezimalziffer                           | links nach rechts           | TAI THAM THAM DIGIT THREE                    | Lanna-Ziffer Drei (sakral)                           |
| U+1A94 (6804) | ᪔               | Dezimalziffer                           | links nach rechts           | TAI THAM THAM DIGIT FOUR                     | Lanna-Ziffer Vier (sakral)                           |
| U+1A95 (6805) | ᪕               | Dezimalziffer                           | links nach rechts           | TAI THAM THAM DIGIT FIVE                     | Lanna-Ziffer Fünf (sakral)                           |
| U+1A96 (6806) | ᪖               | Dezimalziffer                           | links nach rechts           | TAI THAM THAM DIGIT SIX                      | Lanna-Ziffer Sechs (sakral)                          |
| U+1A97 (6807) | ᪗               | Dezimalziffer                           | links nach rechts           | TAI THAM THAM DIGIT SEVEN                    | Lanna-Ziffer Sieben (sakral)                         |
| U+1A98 (6808) | ᪘               | Dezimalziffer                           | links nach rechts           | TAI THAM THAM DIGIT EIGHT                    | Lanna-Ziffer Acht (sakral)                           |
| U+1A99 (6809) | ᪙               | Dezimalziffer                           | links nach rechts           | TAI THAM THAM DIGIT NINE                     | Lanna-Ziffer Neun (sakral)                           |
| U+1AA0 (6816) | ᪠               | andere Interpunktion                    | links nach rechts           | TAI THAM SIGN WIANG                          | Lanna-Zeichen Wiang                                  |
| U+1AA1 (6817) | ᪡               | andere Interpunktion                    | links nach rechts           | TAI THAM SIGN WIANGWAAK                      | Lanna-Zeichen Wiangwaak                              |
| U+1AA2 (6818) | ᪢               | andere Interpunktion                    | links nach rechts           | TAI THAM SIGN SAWAN                          | Lanna-Zeichen Sawan                                  |
| U+1AA3 (6819) | ᪣               | andere Interpunktion                    | links nach rechts           | TAI THAM SIGN KEOW                           | Lanna-Zeichen Keow                                   |
| U+1AA4 (6820) | ᪤               | andere Interpunktion                    | links nach rechts           | TAI THAM SIGN HOY                            | Lanna-Zeichen Hoy                                    |
| U+1AA5 (6821) | ᪥               | andere Interpunktion                    | links nach rechts           | TAI THAM SIGN DOKMAI                         | Lanna-Zeichen Dokmai                                 |
| U+1AA6 (6822) | ᪦               | andere Interpunktion                    | links nach rechts           | TAI THAM SIGN REVERSED ROTATED RANA          | Lanna-Zeichen punktgespiegeltes Rana                 |
| U+1AA7 (6823) | ᪧ               | modifizierender Buchstabe               | links nach rechts           | TAI THAM SIGN MAI YAMOK                      | Lanna-Zeichen Mai yamok                              |
| U+1AA8 (6824) | ᪨               | andere Interpunktion                    | links nach rechts           | TAI THAM SIGN KAAN                           | Lanna-Zeichen Kaan                                   |
| U+1AA9 (6825) | ᪩               | andere Interpunktion                    | links nach rechts           | TAI THAM SIGN KAANKUU                        | Lanna-Zeichen Kaankuu                                |
| U+1AAA (6826) | ᪪               | andere Interpunktion                    | links nach rechts           | TAI THAM SIGN SATKAAN                        | Lanna-Zeichen Satkaan                                |
| U+1AAB (6827) | ᪫               | andere Interpunktion                    | links nach rechts           | TAI THAM SIGN SATKAANKUU                     | Lanna-Zeichen Satkaankuu                             |
| U+1AAC (6828) | ᪬               | andere Interpunktion                    | links nach rechts           | TAI THAM SIGN HANG                           | Lanna-Zeichen Hang                                   |
| U+1AAD (6829) | ᪭               | andere Interpunktion                    | links nach rechts           | TAI THAM SIGN CAANG                          | Lanna-Zeichen Caang                                  |